# Sonny Vincent
Sonny Vincent (julio nacido 7, 1952, Nueva York, Estados Unidos) es un músico de punk rock americano.  Ha estado activo desde mediados de los años 70 del siglo pasado, cuándo era parte de la escena punk rock de la Ciudad de Nueva York con su banda original, Testors.  Vincent está actualmente activo en música, cine, arte multimedia, y escritura.
Su historial incluye actuaciones con la banda Testors a mediados de los 70 en C.B.G.B. y en Max's Kansas City.  Siempre activo con sus bandas propias, Vincent también estuvo 9 años haciendo giras y grabando con la baterista Maureen "Moe" Tucker y el guitarrista Sterling Morrison (ambos exmiembros de Velvet Underground). Los miembros de las bandas de Vincent incluyen una vasta variedad de caracteres/instrumentistas, desde el batería de The Stooges, Scott Asheton, al guitarrista de Charles Manson, Ernie Knapp.

## Primeros tiempos y carrera
Vincent formó Testors en 1975 con Gen Sinigalliano (guitarra) y Gregory R (Gregory Lapina) (batería). La formación posterior fue Surrealist Ron Pieniak (Rex Pharaoh) en el bajo, Jeff Couganour (Jeff West) en la batería, y Kenneth Huebner (Kenneth Brighton) en el bajo. Testors tocó en clubes de Nueva York como Max´s Kansas City, CBGB y el Philadelphia's Hot Club con grupos como: Mink DeVille, Teenage Jesus and the Jerks, The Cramps, y Suicide. También hicieron giras a nivel nacional con The Dead Boys. Testors publicó en 1976 los sencillos 7", "Together" b/w "Time is Mine".
En 1981, Testors se disolvió y Vincent se mudó a Minneapolis. En 1982 formó Sonny Vincent and The Extreme con Michael Phillips (guitarra), Jeff Rogers (batería)  y Mort Bauman (bajo). El grupo hizo una gira por los EE. UU. y publicó un sencillo, "SVE", con las canciones, "Wingdale," "Top Dog," y "Phantom".  En 1983, mientras todavía viviendo en St. Paul, Minneapolis, Vincent se familiarizó con la producción de películas y artes multimedia.  El grupo hizo una película llamada Mannequin World en las calles de Minneapolis. En 1984-1985, Vincent estuvo implicado en un proyecto de arte en vivo (performance art) que le cerró el acceso a la Universidad de Minneapolis de Arte y Diseño.
Después de que The Extreme se disolviese, Vincent formó otros grupos, como Model Prisioners (1987-1989, con una formación que incluía a Bob Stinson de The Replacements, Mike Henderson, y Jim Michels) y Shotgun Rationale (1989-1990), el cual tuvo una formación rotativa que incluyó a Mort Bauman, Mike Henderson, Stinson, Cheetah Chrome, de The Dead Boys, y Greg Norton, de Hüsker Dü.
Durante los comienzos de la década de 1990, Vincent y el baterista Jeff Rogers se reubicaron de Minneapolis a Los Ángeles donde formaron una banda durante cierto tiempo con Ernie Knapp en el bajo.

## Carrera tardía
A comienzos de los 90 Vincent se desplazó a Holanda. Formó un grupo, The Dons, con dos músicos holandeses. Otra formación durante este período fue Sonny Vincent and His Rat Race Choir, que incluía Scott Asheton, Cheetah Chrome, y Captain Sensible.
Además de publicar alrededor de 20 álbumes bajo su nombre, Vincent grabó e hizo giras durante nueve años con Maureen "Moe" Tucker de Velvet Underground. Durante este tiempo, a pesar de que Vincent continuó grabando sus álbumes propios y correspondientes giras,  dedicó muchos años a Tucker.  Grabó varios álbumes con ella e hizo muchas giras a través de los Estados Unidos y Europa como su guitarrista.  A pesar de que la formación que Tucker utilizaba cambiaba a menudo, Vincent y John Sluggett eran miembros permanentes. Tener dos miembros originales de Velvet Undergound (Tucker y Morrison) y un miembro de The Testors (Vincent) y otro de Half Japanese (Sluggett) trajo vida nueva a la banda. Victor DeLorenzo de Violent Femmes también se unió brevemente a la banda.
Después de que las giras con Moe Tucker fueran menos frecuentes, Vincent grabó un álbum nuevo, Pure Filth, con el baterista Scott Asheton de The Stooges y Captain Sensible de The Damned.  Después de este lanzamiento Vincent y Asheton, junto con Steve Baise de The Devil Dogs, visitó los Estados Unidos y Europa tocando canciones del álbum y del catálogo de Vincent.
Vincent ha continuado giras y tocando su música para audiencias en Europa y los Estados Unidos.
En 2012 Vincent formó Sonny Vincent and The Bad Reactions. La banda hizo una gira por los Estados Unidos durante el verano y grabó tres canciones, publicadas por tREND iS dEAD! records en vinilo 7". 2012 también vio sierra Hozac los registros inician la "rama" de Archivo de su etiqueta. La primera liberación en esta categoría era por Vincent  "Proto-Punk" banda, Furia, grabado en 1972.

## Discografía
Debajo hay un listado parcial de publicaciones de Sonny Vincent. Voces y guitarra por Sonny Vincent y en todos los casos letras y música están escritas por él.
- Nota - excepto en dos casos en los que la publicación está catalogada como 'división' con otro
- 1980 Testors - Time is Mine/Together - 7" Drive In Music (USA)
- 1982 Sonny Vincent and The Extreme - SVE - 7" Flexi-EP
- 1985 Model Prisoners - Lesson In Life - 7" -  Charm Records (USA)
- 1989 Shotgun Rationale - Who Do They Think They Are - LP Nomad Communications (UK)/EFA Producer: Maureen Tucker (Velvet Underground)
- 1991 Shotgun Rationale - s/t - 7" EP - Dog Meat Records (Australia)
- 1992 Shotgun Rationale - Beyond Rebellion - CD - D.D.R. Records (Germany)/RTD
- 1992 Sonny Vincent - Recordings 1979-91 - LP - Vince Lombardy Highschool Records (Germany)/EFA
- 1993 Shotgun Rationale - Roller Coaster - LP/CD - Vince Lombardy Highschool Records (Germany)/EFA;
- 1994 The Dons - Gunsmoke - 7" - Vince Lombardy Highschool Records (Germany)
- 1994 The Dons - Naked - CD - Voices Music (Germany)
- 1995 Shotgun Rationale - Cocked - CD - Subway Records (Germany)
- 1995 Sonny Vincent - Original Punk Rock Recordings, New York, 1976-77 - 10" - Incognito Records (Germany)
- 1997 Sonny Vincent - Good Dogs Die Young - CD - Noiseworks Records (Germany)
- 1997 Sonny Vincent and his Rat Race Choir - Pure Filth - CD - Overdose Records (Switzerland)
- 1997 Sonny Vincent - 7" - Flight 13 Records (Germany)
- 1997 Sonny Vincent - Electric K.O. Live In France - 7" EP - Nest Of Vipers Records (France)
- 1998 Sonny Vincent - Lucky Seven Inch Record - 7" EP - Incognito Records (Germany)
- 1998 Sonny Vincent and his Rat Race Choir - Pure Filth - 10" - Safety Pin Records (Spain)
- 1998 Sonny Vincent - Hard In Detroit - LP - Nest Of Vipers (France)
- 1998 Sonny Vincent - Parallax In Wonderland - CD - empty Records (Germany)
- 1998 Sonny Vincent/Else Admire - Breadless Art - Split 7" - Incognito Records (Germany)
- 1998 Sonny Vincent - Songs To Kick Your Ass By - 7" EP - Nest Of Vipers (France)
- 2000 Sonny Vincent - Parallax In Wonderland - CD - Devil Doll Records (US release)
- 2000 Sonny Vincent - Parallax In Wonderland - LP (European vinyl only release) - Munster Records (Spain)
- 2000 Sonny Vincent - Original Punk Rock Recordings, New York, 1976-77 Part Two, 10" - Incognito Records (Germany)
- 2000 Sonny Vincent – Resistor – 7" - NDN Records (Texas, USA)
- 2000 Testors featuring Sonny Vincent – New York City Punk Rock 1979 – LP (vinyl) - Rave Up Records (Italy)
- 2000 Sonny Vincent and The Safety Pins – Power Ride – EP - Munster Records (Spain)
- 2001 Sonny Vincent – Hell's Kitchen – CD/LP - Munster Records (Spain)
- 2003 Sonny Vincent (With Ex-Safety Pins) / STEVIE & THE SECRETS Split 10" Vinyl Record- Munster Records (Spain)
- 2003 Sonny Vincent – The Good, the Bad, the Ugly – CD/LP - Empty Records (Germany), Munster Records (Spain), Acetate Records (USA)
- 2003 Testors featuring Sonny Vincent – Complete Recordings 1976-79 – 2CD/doubleLP - Swami Records (USA)
- 2003 Sonny Vincent/Jimmy Page – A Good Day for Rock/Wailing Sounds – saw-blade shaped 7"- Empty Records (Germany)
- 2003 Sonny Vincent – My Guitar b/w Funny Now (she blew it) – 7" - Flapping Jet Records (USA)
- 2005 Sonny Vincent – Soul Mates – CD - Disturbed/Cargo Records (Germany)
- 2006 Sonny Vincent – P.I.N.S. – 2CD - NDN Records (USA)
- 2007 Sonny Vincent – Switchblade Summer – CD - Nest Of Vipers Records (France)
- 2008 Sonny Vincent'-Testors Live' – Vinyl LP - Incognito Records (Germany)
- 2009 Sonny Vincent – Semper Fidelis – LP - Rockin' Bones Records (Italy)  3-LP set
- 2009 Sonny Vincent – Semper Fidelis – CD - PukeandvomitRecords (USA)
- 2009 Sonny Vincent – Sonny Vincent With Members Of Rocket From The Crypt–CD+LP-We Deliver The Guts/Cargo Records(Germany)
- 2010 Model Prisoners Featuring:Sonny Vincent And Bob Stinson – Cow Milking Music – LP incl CD-Disturbed Records Distro Cargo
- 2010 Sonny Vincent – Sonny Vincent With Members Of Rocket From The Crypt – Complete Studio Recordings And Exclusive Live Performances–CD-We Deliver The Guts/Cargo Records(Germany)
- 2010 Testors – Two Sides Of Death – Vinyl 7" 45 record - Windian Records (USA) *Two exclusive tracks
- 2011 Testors - Live Recordings 1976-'79 - LP - Yeah Right! (Canada)
- 2011 Sonny Vincent – Bizarro Hymns – LP and CD package - Still Unbeatable Records (Germany)
- 2012 Testors – Time Is Mine" "Together" (This) Time Is Mine" – Vinyl 7" 45 record - Windian Records (USA) *one exclusive bonus track.
- 2012 Sonny Vincent and The Bad Reactions – Sonny Vincent and The Bad Reactions – 7" - tREND iS dEAD! records (USA)
- 2012 FURY – FLYING" "100 Proof" – Vinyl 7" 45 record - HOZAC Records (USA)
- 2013 Totally F**kedVinyl 7" 45 record - ‘Opps Baby’ records- (USA)
- 2013 Sonny VincentJames Brown's Evil Son – Vinyl 7" 45 BOXED HAND PAINTED - OX Fanzine release/Joachim Hiller(Germany)
- 2013 Sonny VincentULTRAMAFIC – Vinyl LP RECYCLED AND RESTORED VINTAGE COVERS/Handpainted - NB Records/Stefan Lorchner (Germany)
- 2013 Sonny Vincent – A Testament To The Spirit Of Music – CD and Fanzine - Episode Sounds (Japan)
- 2014 Sonny Vincent – Cyanide Consomme – VINYL LP and CD - Big Neck Records (USA)
- 2014 TESTORS/Sonny Vincent – Complete Recordings 1976-1979 – re-release- Double VINYL and Double CD - Alien Snatch Records (Germany)
- 2014 Sonny Vincent and Spite – Spiteful featuring Rat Scabies, Glen Matlock and Steve Mackay – released on vinyl and CD formats - Ultramafic Records USA and Still Unbeatable Records Germany

Abajo hay un listado de los álbumes de Moe Tucker en los que Sonny tocó la guitarra - Con Maureen Tucker de Velvet Underground:
- 1991 I Spent A Week There The Other Night - LP - New Rose Records (France)
- 1991 Fired Up - 10 inch single - New Rose (France)
- 1992 Oh No They're Recording This Show - Live Album
- 1994 Dogs Under Stress - LP/CD - Sky/Ichiban Records (USA)

Las recopilaciones que presentan canciones de Vincent del Sonny:
- Found In The Subway and People's Republic Of Rock'n'Roll - Subway Records, Germany
- Unexpected Flying Objects - Flying Revolverblatt Anniversary 10", Germany
- 1998 Moderne Menschen Kaufen Modern – CD - Noiseworks Records / The Orchard
- 2000 A Fistful of Rock'n'Roll Vol. 6 - CD - Tee Pee Records
- 2000 Munster Records Goes HiFi - CD - Munster Records (Spain)
- 2001 Again... This one's for Johnny - CD - Munster Records (Spain)
- 2003 Swami Sound System Vol. 1: 2003 Sales Conference – CD - Swami Records (USA)

" 2005  A Tribute to Mr. Rock 'Chuck Berry Tribute Album' 'Carol' performed by Sonny Vincent- Vinyl 12" LP Bronco Records (Spain) 
- 2005 TODOS SOMOS RAMONES -RAMONES TRIBUTE ALBUM- Sonny performs- 'I Just Want To Have Something To Do' -CD- rwyrcds (ARGENTINA)
- 2007 Greetings From Los Angeles - Eight Years of Acetate Records - CD - Acetate Records (USA)
- 2007 Sick Of Being Sick Vol. 1 Sonny's song 'Aztec Runaway' Appears on this Vinyl 12" LP on Primitive Records (Italy)

## Lectura añadida
Killings, Todd. «TRACK PREMIERE: Liquid Diamonds». Victim of Time. Consultado el 17 de enero de 2015.
Jeff Clark. «Stomp And Stammer - Sonny Vincent (May.12 issue)». stompandstammer.com. Archivado desde el original el 18 de enero de 2015.